# Писмо Хајдук Вељка Петровића
Писмо Хајдук Вељка Петровића је наредба стара више од две стотине година, написана у Неготину 23. маја 1812. године, пет дана пре закључења Букурешког споразума између Русије и Турске, а годину дана пре чувене погибије Вељка Петровића, српског војводе, хајдука и јунака Првог српског устанка. Јавности је постојање писма било непознато све до 2018. године, када је захваљујући ангажовању Срђана Стојанчева стигло у Удружење за културу, уметност и међународну сарадњу „Адлигат”, где је данас изложено у оквиру Збирке Првог српског устанка, заједно са оригиналним устаничким оружјем из тог периода.

## Историјска позадина
Писмо потиче из периода устанка Срба против Турака (1804–1813). У лето 1811. године Карађорђе, вођа Првог српског устанка, поставио је Хајдук Вељка за крајинског војводу и упутио га у Неготин. У исто време, за цариника у оближњем Кладову постављен је млади писар из Совјета, Вук Караџић. Хајдук Вељко до тада је био војвода Сокобање и у Неготинској нахији је од 1806, након ослобођења Београда, у неколико наврата успешно ратовао против Турака. У исто време водио се и Руско-турски рат (1806–1812), те су Срби и Руси заједно војевали против Турака. 
На положај устаничке Србије знатно је утицао споразум између Русије и Турске – Букурешки мир, закључен 28. маја 1812. године. Мир је био последица Кутузовљевих војних успеха (крај 1811), а склопљен је пред директном претњом Наполеонове инвазије Русије (24. јун 1812). Да би скратила преговоре Русија је ограничила своје захтеве према Турској, што је утицало и на одредбе које говоре о Србији (чл.VIII). Између осталог, у члану осам Порта је Србији донекле признала самоуправу и обећала општу амнестију, а заузврат је договорено да се српска утврђења која нису Турцима од значаја поруше и да се у гарнизоне који су постојали пре 1804. врати турска војска. Такође, Срби би контролисали управу у својим унутрашњим питањима и прикупљање и предавање утврђеног данка. Букурештански споразум представља први међународни уговор у српској историји у коме се модерна Србија помиње као субјект.
Српски устаници нису били обавештени о овим преговорима, а по сазнању Карађорђе је одбио мир. Већ следеће 1813. године, почетком јуна, главна турска сила ударила је на Србију са три стране: од Ниша на Делиград, од Босне на Дрину и од Видина на Неготин.
Писмо Хајдук Вељка Петровића потписано је и печатирано на дан 23. маја 1812. године, управо пет дана пре закључења Букурешког мира.